# Bedfordshire
Bedfordshire (förkortat Beds) är ett ceremoniellt grevskap i regionen Östra England, i Storbritannien. Det gränsar till Cambridgeshire, Northamptonshire, Buckinghamshire (med distriktet Milton Keynes) och Hertfordshire. Traditionell huvudort är Bedford. Grevskapets högsta punkt ligger i Dunstable Downs i Chilterns, på 243 m ö.h.
Grevskapets valspråk är "Constant Be." 2002 utsåg växtskyddsorganisationen Plantlife bi-ofrysen (Ophrys apifera) till grevskapsblomma.

## Geografi
Grevskapets södra del ingår i kritåsarna Chiltern Hills. Resten av grevskapet tillhör Great Ouses avrinningsområde.
Större delen av berggrunden i Bedfordshire är leror och sandsten från Jura- och Krita-perioderna, med vissa inslag av kalksten. Leran har använts för tegelslagning vid Fletton. Glacial erosion av krita har lämnat kvar flintgrus, som har utvunnits i grustag vid Priory Country Park, Wyboston och Felmersham. Flera av grustagen är nu vattenfyllda.

## Historia
Saxarna drogs till Bedfordshire när de invaderade England, eftersom området hade gott om vatten och var lämpligt för jordbruk. Det finns dock få lämningar av saxiska boplatser, och de lämningar som finns ligger med ett undantag söder om Great Ouse. Den viktigaste är en begravningsplats vid Kempston, där både brandgravar och kistgravar har hittats.
Tidiga referenser till Bedfordshires politiska historia är glesa. 571 besegrade Cuthwulf brittiska stammar vid Bedford och erövrade fyra orter. Under heptarkin tillhörde dagens Bedfordshire Mercia. Därefter tillföll det Danelagen, men återerövrades av Mercia under Edvard den äldre runt 920. Namnet Bedfordshire förekommer första gången 1011, då som Bedanfordscir. Grevskapet hade fram till 1574 gemensam sheriff med Buckinghamshire. 1016 ödelade Knut den store hela området. Det fanns inget organiserat motstånd mot Vilhelm Erövraren inom Bedfordshire, trots att Domesday Book beskriver en nästan fullständig ersättning av engelska jordägare med normandiska.
Bedfordshire led svårt under inbördeskriget mellan Stefan av Blois och Matilda. Under första baronkriget belägrades Bedfords slott tre gånger innan det förstördes på kungens order. Under denna period blev också fårskötsel en viktig näring. Bondeupproret 1377–1381 var mindre våldsamt i Bedfordshire än i granngrevskapen; Dunstables annaler nämner kortfattat ett uppror där som ledde till att orten fick stadsrättigheter. Under engelska inbördeskriget stod grevskapet fast på parlamentssidan.

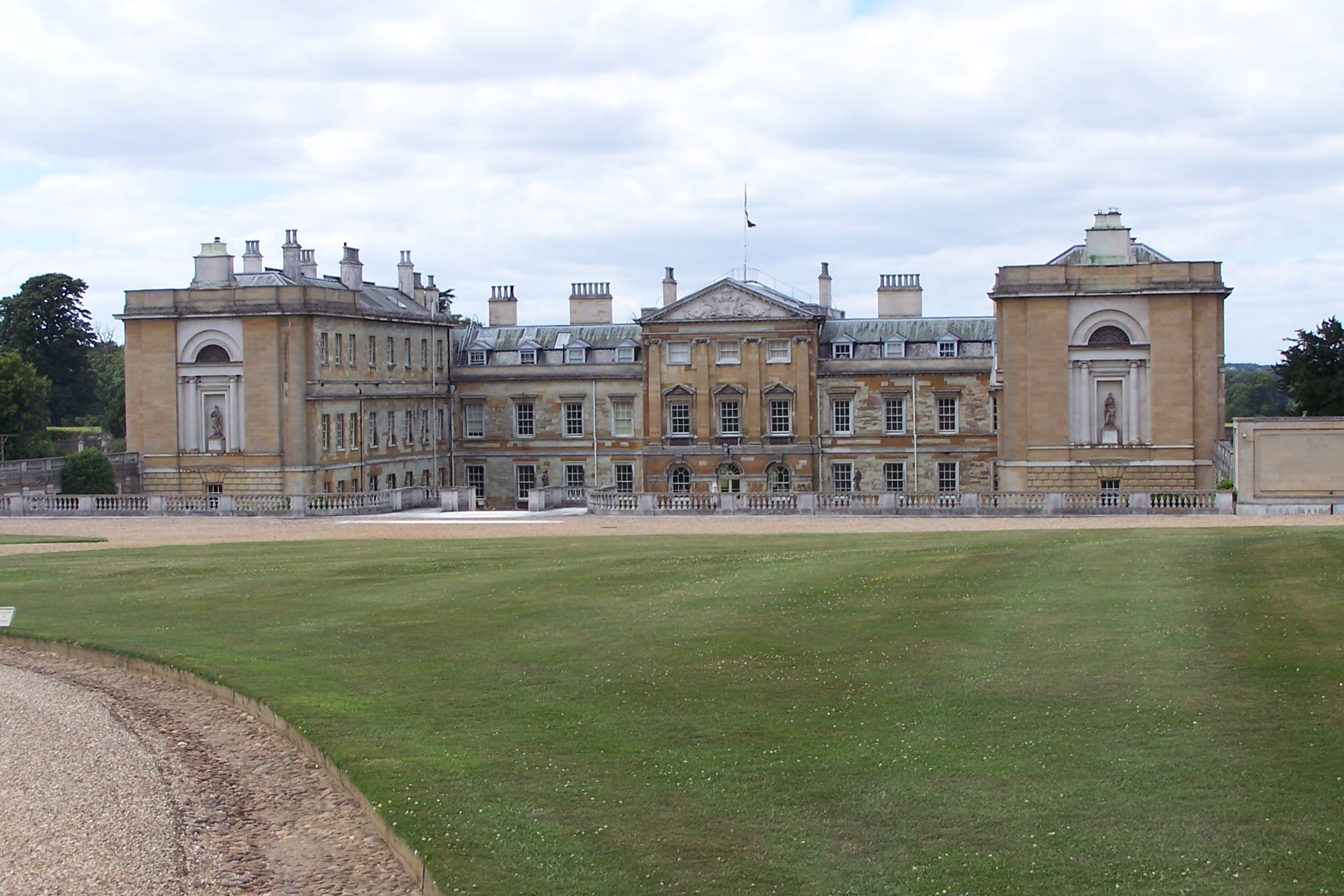
Woburn Abbey i Bedfordshire är ett praktfullt exempel på Englands många stately homes, d.v.s adelns herresäten. Woburn bebos fortfarande av hertigen av Bedford och ägorna rymmer även en populär djurpark.

## Politik
Det tidigaste omnämnandet av parlamentsledamöter från Bedfordshire är från 1290, då grevskapet skickade två ledamöter till Englands parlament. Idag har grevskapet sex ledamöter.
Bedfordshire är indelat i enhetskommunerna (unitary authorities) Central Bedfordshire (huvudort Chicksands), Bedford och Luton. Luton blev en enhetskommun 1997, medan Bedford blev det 2009. Central Bedfordshire bildades 2009 genom sammanslagning av distrikten Mid Bedfordshire och South Bedfordshire.
Kyrkligt hör Bedfordshire tillsammans med Hertfordshire och delar av Greater London till St Albans stift i Engelska kyrkan.

## Transport
Bedfordshire är inte en viktig målpunkt i sig, men grevskapet passeras av många transportleder mellan London och Midlands samt andra platser norrut.
De viktigaste vägarna är de nord-sydliga M1, som i Bedfordshire har tre trafikplatser vid Luton och en vid Bedford, och A1, som passerar genom grevskapets östra del. Storbritanniens tre viktigaste nord–sydliga järnvägslinjer (West Coast Main Line, Midland Main Line och East Coast Main Line) passerar grevskapet, och det finns en tvärlinje mellan de två förra från Bletchley (i Buckinghamshire) till Bedford.
London-Lutons flygplats ligger i grevskapet, med lågprisflygförbindelser till destinationer i Storbritannien, Kontinentaleuropa och Nordafrika. Via Great Ouse finns en båtfarled till The Fens.